# Valkyrie plass (métro d'Oslo)
Valkyrie plass est une station, fermée, du métro d'Oslo.

## Histoire
La station a été ouverte lorsque la ligne Holmenkollen (no) a été étendue de Majorstuen à Nationaltheatret (no) le 28 juin 1928. La station a été construite dans le style néo-classique. L'architecte était Kristofer Lange (no).
Bien que non prévu à l'origine, lorsque les 800 m2 de rue se sont effondrés lors de la construction de la première partie du Tunnel Commun, une station a été construite. Elle a été fermée en 1985 en raison de sa proximité avec Majorstuen. Il était à la fois difficile et dangereux d'étendre la gare pour accueillir des trains avec plus de deux voitures (ce qui était nécessaire pour la conversion des lignes de l'ouest de métro).
Valkyrie plass était également une station de tramway sur la ligne Briskeby (no) du Tramway d'Oslo, entre Schultz' gate (en) à l'est et le terminus Majorstuen à l'ouest.

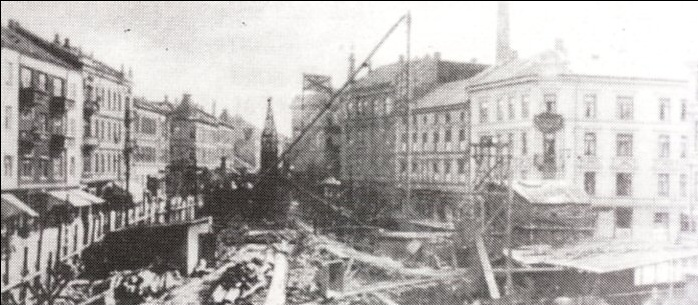
Construction, dans les années 1920
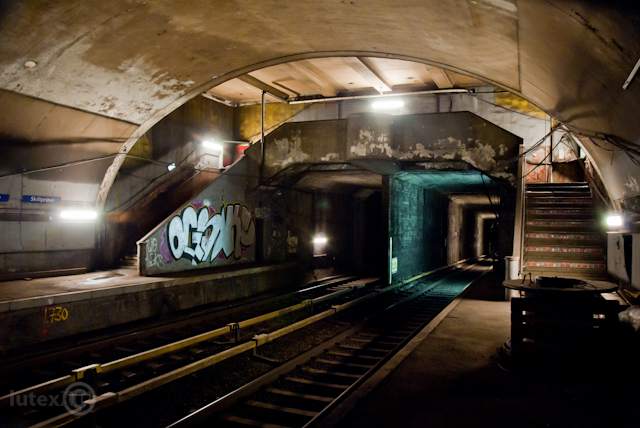
Valkyrie Plass, en août 2011